# Numedalslågen
Numedalslågen – jedna z najdłuższych rzek w Norwegii. Ma 352 km., powierzchnia dorzecza – 5554 km ². Źródło rzeki znajduje się w Hardangervidda. Wpada do cieśniny Skagerrak do Morza Północnego. Rzeka płynie przez Vestfold i Buskerud, a przez gminy Larvik, Lardal, Kongsberg, Flesberg, Rollag i Nore og Uvdal. 
Rzeka jest dobrym miejscem do połowu łososia, chociaż ostatnio stwierdzono w rzece obecność pasożyta Gyrodactylus salaris, który może go utrudniać. Oprócz tego w rzece występują: pstrągi, węgorze i szczupaki.

## Inne źródła
- Nasjonalgalleriet i Riksantikvaren (1982) Norsk Kunstnerleksikon (Oslo: Universitetsforlaget) ISBN 82-00-05689-9
- Traen, Nawet, Tor Bjørvik i Solver Sjulstad (2001) Livet Langs Numedalslågen (Oslo) ISBN 82-996056-0-1